# Cubic feet per minute
Cubic feet per minute (kubikfot per minut), förkortat cfm, är en enhet som anger flöde, och används till exempel för att beskriva fläktars prestanda. 1 cfm = 0,4719474 liter/sekund = 1,699 m³/h. En mellanstor datorfläkt ligger på cirka 60 cfm = 102 m³/h. En genomsnittlig dammsugare har slangflödet 25 liter/sekund = 52,972 cfm.

## Konvertering till SI-enhet
1 m=100 cm, 1 fot=0,3048 meter, 1 ml=1 cm3, 1 l=1000 ml
1 cfm är ett alternativt sätt att säga 1 fot³/min.
{\displaystyle {\frac {(\mathrm {1fot} )^{3}}{\mathrm {minut} }}*{\frac {(\mathrm {0,3048m} )^{3}}{\mathrm {fot} ^{3}}}*{\frac {\mathrm {1minut} }{\mathrm {60sekunder} }}}
vilket ger oss 1 cfm = 4,71945×10-4 m3 s-1
{\displaystyle {\frac {(\mathrm {1fot} )^{3}}{\mathrm {minut} }}*{\frac {(\mathrm {0,3048m} )^{3}}{\mathrm {fot} ^{3}}}*{\frac {(\mathrm {100cm} )^{3}}{(\mathrm {1m} )^{3}}}*{\frac {\mathrm {1ml} }{(\mathrm {1cm} )^{3}}}*{\frac {\mathrm {1l} }{\mathrm {1000ml} }}*{\frac {\mathrm {1minut} }{\mathrm {60sekunder} }}}
Vilket ger 1 cfm = 0,47195 L s-1